# Искужин, Рамиль Кабирович
Рами́ль Каби́рович Иску́жин (род. 5 марта 1958, Иргизлы) — юрист, кандидат юридических наук, министр земельных и имущественных отношений Республики Башкортостан (с 2012 года), член Совета Федерации Федерального Собрания Российской Федерации (2006—2008).

## Биография
Искужин Рамиль Кабирович родился 5 марта 1958 года в деревне Иргизлы Бурзянского района.
1975 — учитель Иргизлинской средней школы Бурзянского района БАССР.
В 1975 году после окончания 10 классов Иргизлинской средней школы поспупил в Уфимский нефтяной институт, но в связи со смертью отца учебу пришлось оставить. В 1976—1978 годах служил в армии.
Окончил Башкирский государственный университет (1984) (ныне Уфимский университет науки и технологий) по специальности юриспруденция, Башкирскую академию государственной службы и управления (1995), Институт повышения квалификации РК Генеральной прокуратуры РФ (2005).
Место работы: c 1978 по 1980 годы — учитель Иргизлинской средней школы Бурзянского района БАССР, с 1980 по 1984 годы — председатель Иргизлинского сельского Совета Бурзянского района БАССР, с 1984 по 1985 годы — помощник Кумертауского межрайонного прокурора, в 1985 году — заместитель председателя Кумертауского райсовета, с 1985 по 1994 годы — помощник, старший помощник Мелеузовского межрайонного прокурора, с 1994 по 2000 годы — Мелеузовский межрайонный прокурор, с 2000 по 2002 годы — прокурор Советского района Уфы, с 2002 по 2006 годы — заместитель прокурора Республики Башкортостан.
Искужин Рамиль Кабирович с 2006 по 2008 годы являлся членом Совета Федерации Федерального Собрания Российской Федерации, с 2007 по 2011 годы — депутат Государственной Думы Федерального Собрания Российской Федерации пятого созыва, заместитель председателя Комитета по конституционному законодательству и государственному строительству.
Министр земельных и имущественных отношений Республики Башкортостан с 20 января 2012 по 24 декабря 2013 года.
Секретарь межведомственного Совета общественной безопасности Республики Башкортостан с 24 декабря 2013 по 16 июня 2016 года.
Председатель Контрольно-счетной палаты Республики Башкортостан с 16 июня 2016 по 31 января 2019 года.
Кандидат юридических наук. Диссертацию на тему: «Предупреждение и пресечение незаконного оборота нapкотических средств: На примере Республики Башкортостан» защитил в 2001 году. (научн. руководитель — доктор наук, профессор И. И. Сыдорук).
Член-корреспондент Российской академии естественных наук.

## Награды и звания
- Почётный работник Прокуратуры Российской Федерации;
- Заслуженный юрист Республики Башкортостан;
- Почётный знак Государственной Думы Федерального Собрания Российской Федерации «За заслуги в развитии парламентаризма»;
- Почётная Грамота Государственной Думы Федерального Собрания Российской Федерации;
- Орден Салавата Юлаева.